# Moll Flanders
The Fortunes and Misfortunes of the Famous Moll Flanders, Who was Born in Newgate, Twelve Year a Thief, Eight Year a Transported Felon in Virginia, written from her own memorandums of kortweg Moll Flanders is een roman van de Britse schrijver Daniel Defoe, voor het eerst gepubliceerd in 1722. Het boek pretendeert het ware verslag te zijn van het leven van de gelijknamige Moll, en beschrijft haar wel en wee van geboorte tot haar oude dag.
In 1721 was Defoe een erkend romanschrijver geworden, met het succes van Robinson Crusoe in 1719.
Meestal wordt aangenomen dat de roman is geschreven door Daniel Defoe, en zijn naam wordt gewoonlijk als auteur gegeven in moderne drukken van de roman. De originele eerste uitgave vermeldde echter geen auteur, aangezien het een schijnbare autobiografie was. De toeschrijving van Moll Flanders aan Defoe werd gedaan door boekhandelaar Francis Noble in 1770, na de dood van Defoe in 1731. De roman is gedeeltelijk gebaseerd op het leven van Moll King, een Londense crimineel die Defoe ontmoette tijdens een bezoek aan de Newgate.
In de loop der geschiedenis werd het boek af en toe het onderwerp van politiecensuur.

## Verhaal
De moeder van Moll is een veroordeelde in de Newgate-gevangenis in Londen die uitstel van executie krijgt wegens zwangerschap. Haar moeder wordt uiteindelijk vervoerd naar Nieuw Engeland, en Moll Flanders (niet haar geboortenaam, benadrukt ze, voorzichtig om deze niet te onthullen) wordt opgevoed vanaf de leeftijd van drie tot de adolescentie door een vriendelijke pleegmoeder. Daarna raakt ze gebonden aan een huishouden als bediende waar ze geliefd is bij beide zoons, van wie de oudste haar overtuigt om "te doen alsof ze getrouwd waren" in bed. Omdat hij niet met haar wil trouwen, haalt hij haar over om met zijn jongere broer te trouwen. Na vijf jaar huwelijk wordt ze weduwe, laat haar kinderen achter bij schoonouders en begint ze de vaardigheid aan te scherpen zichzelf voor te doen als een fortuinlijke weduwe om een man aan te trekken die met haar zal trouwen en haar veiligheid zal bieden.
De eerste keer dat ze dit doet, gaat haar 'gentleman-tradesman'-verkwister-echtgenoot failliet en vlucht naar het vasteland, haar alleen achterlatend met zijn zegen om haar best te doen om hem te vergeten. (Ze hadden samen één kind, maar "het was begraven.") De tweede keer maakt ze een match die haar naar Virginia leidt met een vriendelijke man die haar aan zijn moeder voorstelt. Na drie kinderen (van wie er één sterft) komt Moll erachter dat haar schoonmoeder eigenlijk haar biologische moeder is, waardoor haar man haar halfbroer is. Ze ontbindt hun huwelijk en na drie jaar bij haar broer te hebben gewoond, reist ze terug naar Engeland, laat haar twee kinderen achter en gaat in Bath wonen om een nieuwe echtgenoot te zoeken.
Opnieuw keert ze terug naar haar oplichtingsvaardigheden en ontwikkelt ze een relatie met een man in Bath wiens vrouw elders opgesloten zit vanwege waanzin. Hun relatie is aanvankelijk platonisch, maar ontwikkelt zich uiteindelijk tot Moll en wordt een soort "bewaarde vrouw" in Hammersmith, Londen. Ze hebben drie kinderen (één leeft), maar na een ernstige ziekte heeft hij berouw, verbreekt hij de regeling en verbindt hij zich aan zijn vrouw. Hij verzekert Moll echter dat er goed voor hun zoon zal worden gezorgd, dus laat ze nog een kind achter.

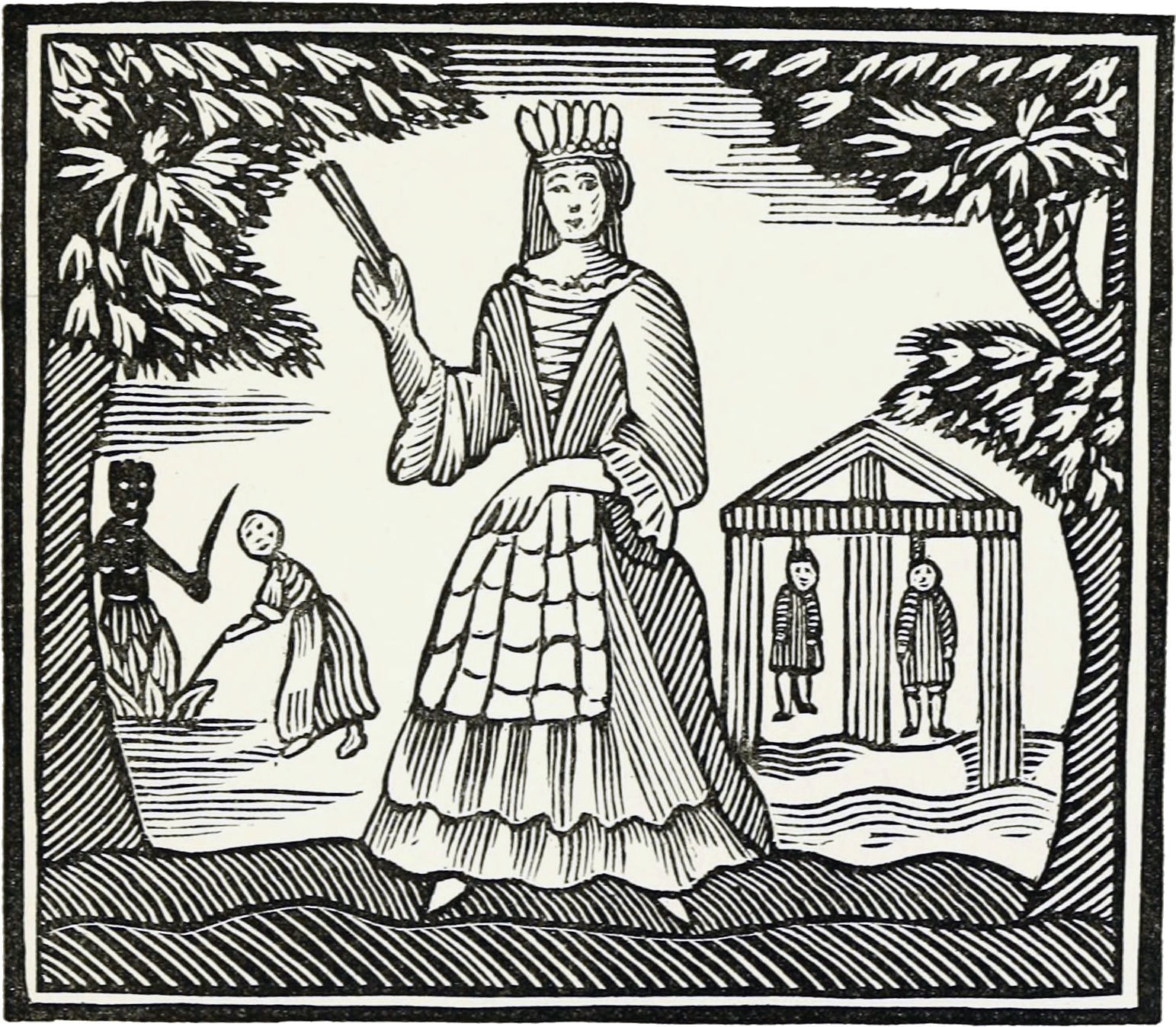
Illustratie uit een 18e-eeuwse uitgave

Moll, nu 42, neemt zijn toevlucht tot een andere vrijer, een bankbediende, die, hoewel hij nog steeds getrouwd is met een overspelige vrouw (een "hoer"), een aanzoek doet aan Moll nadat ze hem haar financiële bezittingen heeft toevertrouwd. In afwachting van de scheiding van de bankier, doet Moll alsof ze een groot fortuin heeft om een andere rijke echtgenoot Lancashire aan te trekken, bijgestaan door een nieuwe vrouwelijke kennis die getuigt van Molls (onjuiste) sociale status. De list is succesvol en ze trouwt met een zogenaamd rijke man die beweert eigendommen te bezitten in Ierland. Ze beseffen elk snel dat er een dubbel bedrog is, dat ze allebei werden opgelicht en gemanipuleerd door de eerder genoemde nieuwe kennis. Hij ontslaat haar uit het huwelijk en zegt haar niettemin dat ze al het geld dat hij ooit zal krijgen, moet erven. Na ongeveer een maand van elkaars gezelschap te hebben genoten, gaan ze uit elkaar, maar Moll ontdekt al snel dat ze zwanger is.
Moll laat haar pasgeboren baby achter onder de hoede van een plattelandsvrouw in ruil voor een bedrag van £ 5 per jaar. Moll trouwt met de bankier, maar realiseert zich "wat een afschuwelijk wezen ben ik! En hoe deze onschuldige heer door mij zal worden misbruikt!" Ze leven vijf jaar lang in geluk voordat hij bankroet wordt en sterft van wanhoop, het lot van hun twee kinderen wordt niet vermeld.
Nu echt wanhopig, begint Moll aan een carrière van sluwe zelfverrijking, die haar, door met een listig gebruik van haar verstand, schoonheid, charme en vrouwelijkheid, hardheid en slechtheid, haar de financiële zekerheid geeft die ze altijd heeft gezocht. Ze wordt bekend onder degenen "in het vak", en krijgt de naam Moll Flanders. Ze wordt haar hele carrière als dief bijgestaan door haar gouvernante, die ook optreedt als bewindvoerder. (Gedurende deze tijd wordt ze kort de minnares van een man die ze heeft beroofd.) Moll wordt uiteindelijk betrapt door twee dienstmeisjes terwijl ze probeert te stelen uit een huis.
In de gevangenis Newgate komt ze tot inkeer en berouw. Tegelijkertijd wordt ze herenigd met haar soulmate, haar "Lancashire-echtgenoot", die ook gevangen zit voor zijn overvallen (voor en nadat ze elkaar voor het eerst ontmoetten, erkent hij). Moll wordt schuldig bevonden aan een misdrijf, maar niet aan inbraak, de tweede aanklacht; toch is het vonnis in ieder geval de dood. Toch overtuigt Moll een geestelijke van haar berouw, en samen met haar echtgenoot in Lancashire wordt ze naar de koloniën verbannen om te voorkomen dat ze wordt opgehangen, waar ze gelukkig samenleven (ze haalt zelfs de kapitein van het schip over om niet bij de veroordeelden te zijn die bij aankomst worden verkocht, maar in plaats daarvan in het kapiteinsverblijf). Eenmaal in de koloniën ontdekt Moll dat haar moeder haar een plantage heeft nagelaten en dat haar eigen zoon (door haar broer) nog in leven is, net als haar man / broer.
Moll stelt zichzelf voorzichtig voor aan haar broer en hun zoon, in vermomming. Met de hulp van een Quaker vonden de twee een boerderij met 50 bedienden in Maryland. Moll openbaart zich nu aan haar zoon in Virginia en hij geeft haar de erfenis van haar moeder, een boerderij waarvoor hij nu haar rentmeester zal zijn, waarmee hij £ 100 per jaar inkomen krijgt. Ze maakt hem op haar beurt tot erfgenaam en geeft hem een (gestolen) gouden horloge.
Eindelijk lijkt haar leven van samenzweren en wanhoop voorbij te zijn. Nadat haar echtgenoot / broer is overleden, vertelt Moll haar (Lancashire) echtgenoot het hele verhaal en hij is "volkomen gemakkelijk om die reden ... Want, zei hij, het was niet de jouwe, noch de zijne; het was een onmogelijke vergissing worden voorkomen." Op 69-jarige leeftijd (in 1683) keren de twee terug naar Engeland om 'oprecht berouw te hebben voor de slechte levens die we hebben geleefd'.

## Nederlandse vertalingen
- De levensgevallen en bedrijven van Vlaamsche Mie, vert. Steven van Esveldt (1752)
- Geluk en ongeluk van Moll Flanders ... : geschreven aan de hand van haar eigen mémoires (1949)
- Het avontuurlijke leven van Moll Flanders - zelfportret van een achttiende-eeuwse lichtekooi (1949, 1965, 1966)
- Het avontuurlijke leven van Moll Flanders (1958)
- Moll Flanders (1980)
- De voor- en tegenspoeden van de befaamde Moll Flanders die in Newgate werd geboren en tijdens een leven van voortdurende afwisseling gedurende zestig jaar, met uitzondering van haar jeugd, een hoer was, vijf keer huwde (waarvan een keer met haar eigen broer), twaalf jaar een dievegge en acht jaar een gedeporteerde misdadigster in Virginia was, ten slotte rijk werd, een eerlijk leven leidde, en als een boetvaardige stierf : geschreven naar haar eigen aantekeningen (1978, 1995)

## Verfilming
Het scenario van The Amorous Adventures of Moll Flanders, een Britse filmkomedie uit 1965 onder regie van Terence Young, is gebaseerd op deze roman.